# مورویاما، سایتاما
مورویاما، سایتاما (به لاتین: Moroyama, Saitama) یک منطقهٔ مسکونی در ژاپن است که در استان سایتاما واقع شده‌است. مورویاما ۳۴٫۰۷ کیلومترمربع مساحت و ۳۷٬۱۷۱ نفر جمعیت دارد.